# 大泉英次
大泉 英次（おおいずみ えいじ、1948年 - ）は、日本の経済学者。和歌山大学経済学部名誉教授。2014年4月より追手門学院大学教授。専門は、都市政策。現代の土地所有と資本蓄積、金融制度との関係を研究している。
1948年北海道生まれ。北海道大学大学院修了。博士（経済学）（京都大学、1993年）。大学生活協同組合理事長。

## 著書

### 単著
- 『土地と金融の経済学』（日本経済評論社、1991年） ISBN 978-4818804531

### 共著
- 『新農基法と21世紀の農業・農村』（法律文化社、2000年）
- 『定常型都市への模索』（日本経済評論社、2005年）
- 『コモンズ論再考』（晃洋書房、2006年）
- 『住宅政策の再生』（日本経済評論社、2006年）
- Seeking Shelter on the Pacific Rim（M.E.Sharpe、2002年）
- Housing and Social Transition in japan（Routledge、2007年）

### 共編著
- 『住宅問題と市場・政策』（日本経済評論社、2000年）
- 『空間の社会経済学』（日本経済評論社、2003年）
- 『地域再生への挑戦』（日本経済評論社、2008年）

## 主なテレビ・ラジオ出演
- 和歌山放送 - 「経済ジャーナル」コメンテーター